# لوف إيطالي
لوف إيطالي  أو لوف جعد أو ذريرة أو آذان الدب (الاسم العلمي: Arum italicum) هو نوع من النباتات يتبع جنس اللوف من الفصيلة اللوفية.

## الأسماء المحلية
في الجزائر : البقوقة، قريوة، أبقوق، أقرني، أيرني. في بلاد الشام: اللوف ، الرقيطة، سم الأفعى.

## التوزيع الجغرافي
ينمو هذا النبات في مناطق غرب وجنوب أوروبا ، آسيا الصغرى والمغرب العربي. مع الملاحظة أنه تم إدخالها إلى بعض الدول الأخرى مثل الولايات المتحدة الأمريكية.

## الوصف النباتي
البقوقة نبات معمر ارتفاعه من 20 إلى 60 سم.
- الأوراق: ملساء مثلثة الشكل عروقها بيضاء، تظهر الأوراق في الخريف ولا تذبل إلا بعد الإزهار ونضج الثمار في آخر الربيع التالي.
- الدرنات : بيضاوية الشكل تحتوي على نشا ناصع البياض.
- الأزهار : صفراء، قمعية الشكل.يتم التلقيح عن طريق الحشرات التي تجذب بالرائحة المميزة لهذه الأزهار.
- الثمار: عنبات غير صالحة للإستهلاك . كروية الشكل لونها أحمر عند النضج.

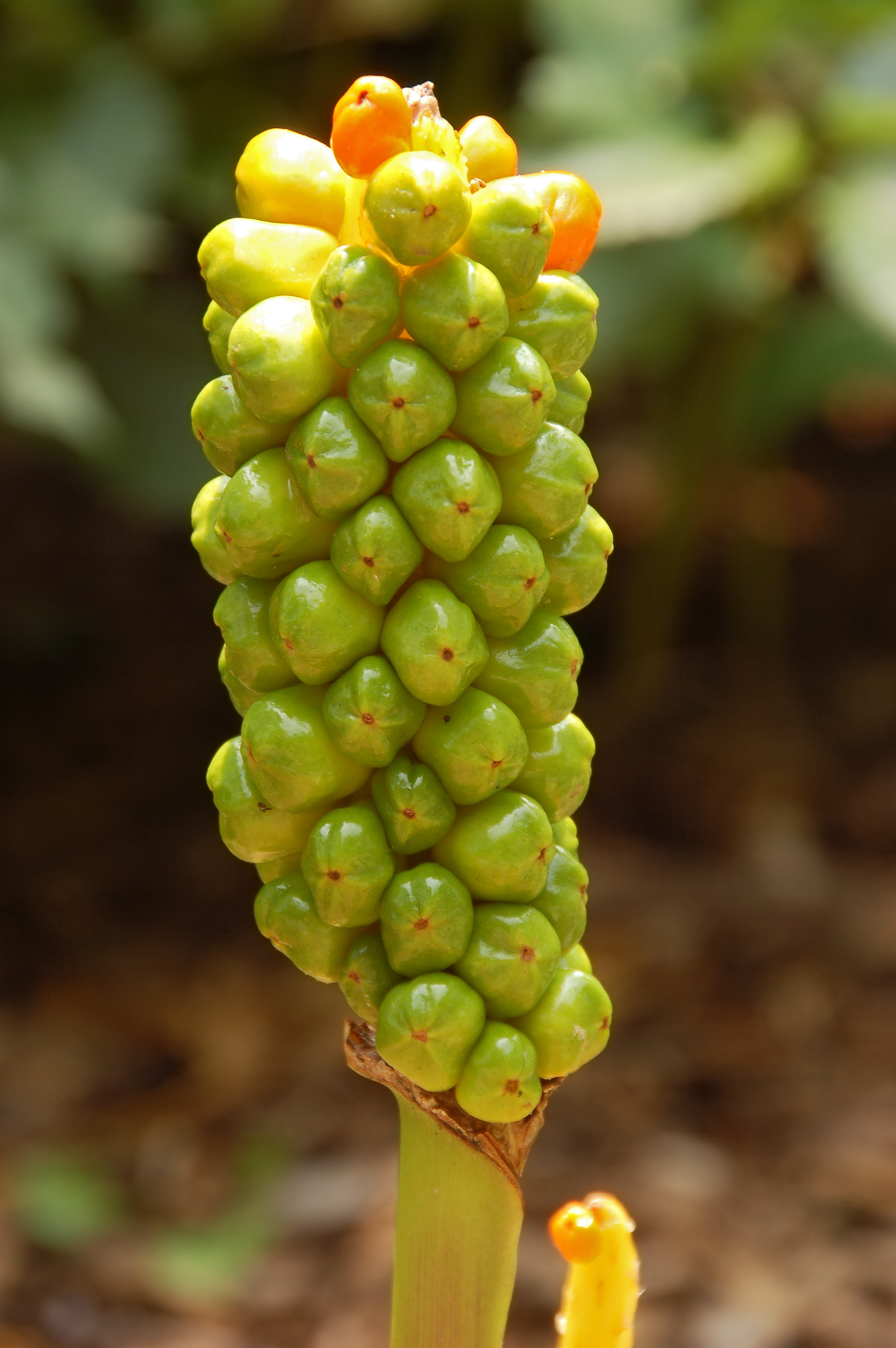
الثمار
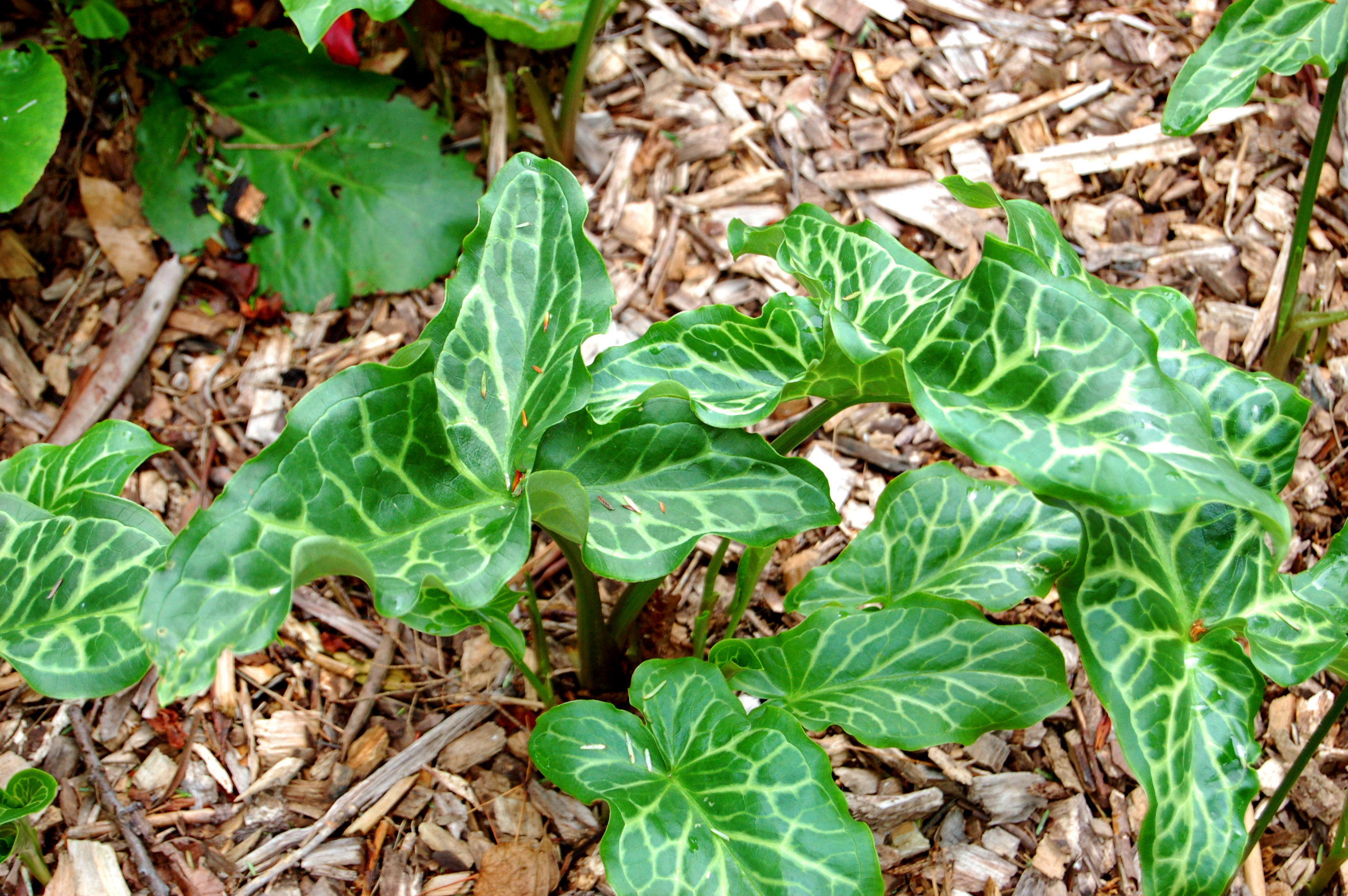
الأوراق
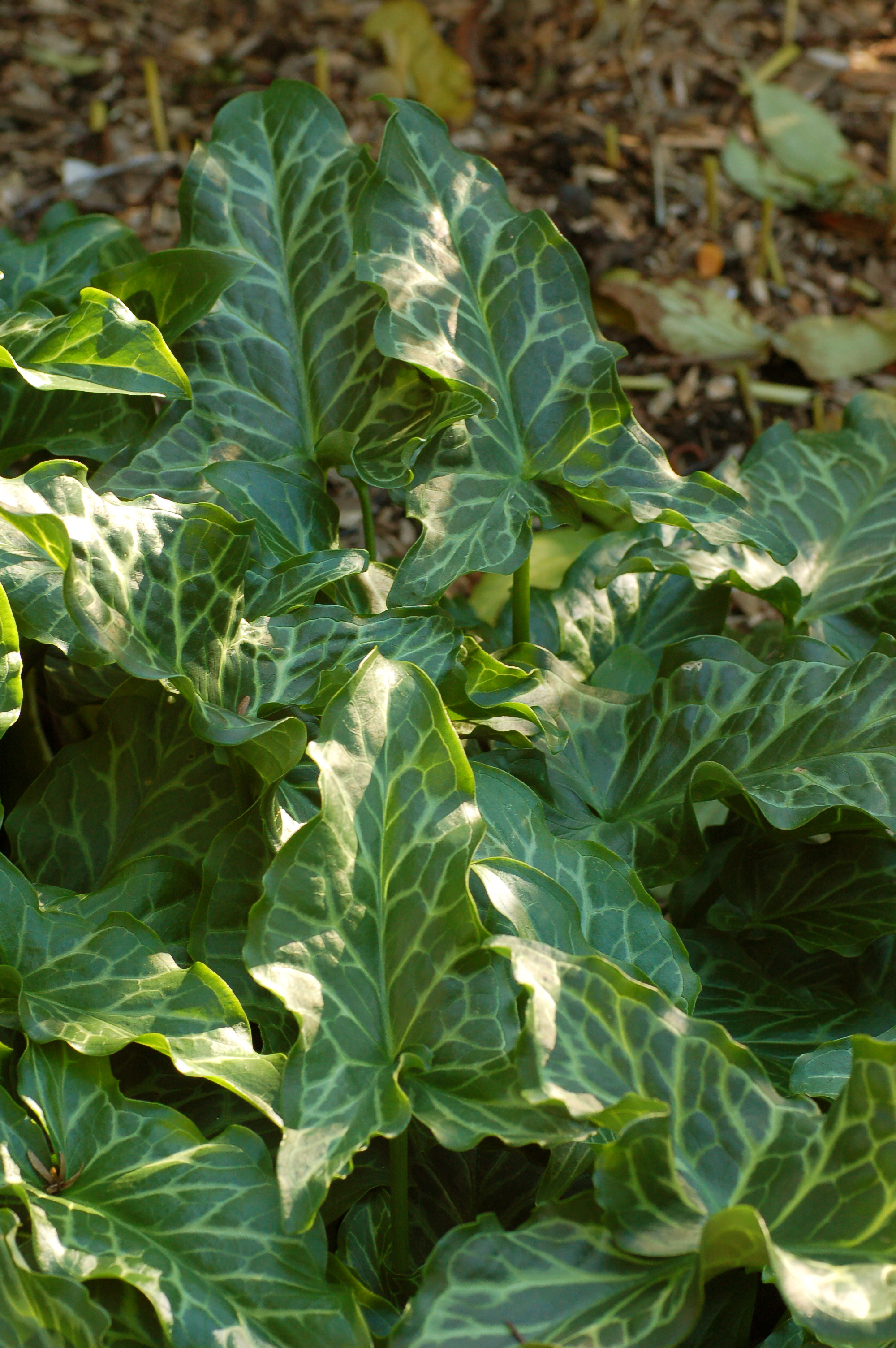
الأوراق الناضجة
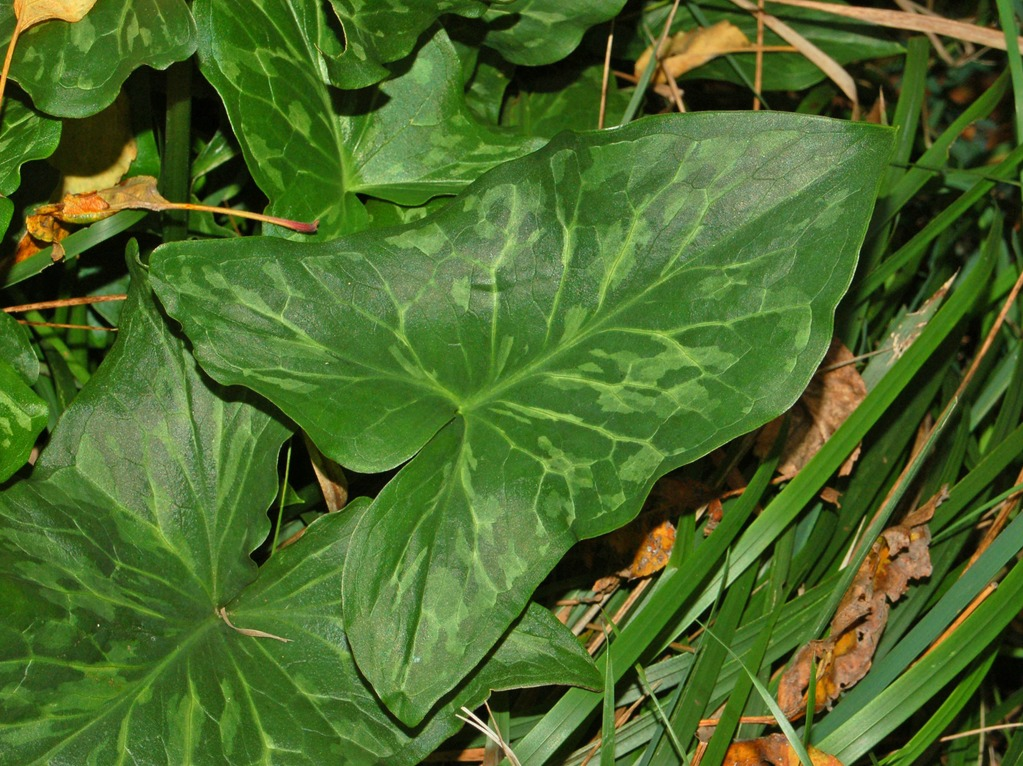
أوراق ناضجة

## الخصائص والإستعمالات
يحتوي نبات البقوقة على عدة مواد كيماوية منها السامة، تسبب إلتهاب الحلق واللسان، التقيء والتشنجات.